# Triplocephalum holstii
 Triplocephalum holstii   O.Hoffm., 1894 è una specie di piante angiosperme dicotiledoni della famiglia delle Asteraceae, sottofamiglia Asteroideae, tribù Inuleae e sottotribù Plucheinae.  Triplocephalum holstii  è anche l'unica specie del genere  Triplocephalum  O.Hoffm., 1894.

## Etimologia
Il nome scientifico della specie è stato definito dal botanico Karl August Otto Hoffmann (1853-1909) nella pubblicazione " Naturlichen Pflanzenfamilien" ( Nat. Pflanzenfam. [Engler & Prantl] 4(5): 389) del 1894. Il nome scientifico del genere è stato definito nella stessa pubblicazione.

## Descrizione
Portamento. La specie di questa voce è un arbusto legnoso (raramente è erbaceo perenne).
Fusto. La parte sotterranea del fusto consiste prevalentemente in rizomi allungati. La parte aerea del fusto, molto ramificata, in genere è sprovvista di condotti di resina. Generalmente il floema è privo di strati fibrosi; inoltre sono assenti i tessuti latticiferi. I fusti sono densamente bianco-pubescenti o pelosi e ghiandolari. Altezza media: 0,4-1,2 metri.
Foglie. Le foglie lungo il caule sono disposte in modo alternato. Le foglie, aromatiche, hanno delle forme da oblanceolate a strettamente obovate. La base è cordata e semi-amplessicaule con auricole sagittate. I margini della lamina sono seghettati con denti callosi. L'apice e acuto o apiculato. Le superfici sono densamente bianco-villose e ghiandolari su entrambi i lati. Dimensione delle foglie: lunghezza 1–5 cm; larghezza 0,4–1,4 cm.
Infiorescenza. Le infiorescenze sono formate da piccoli capolini in formazioni corimbose-globose. I capolini sono di tipo disciforme e sono formati da un involucro composto da brattee disposte in modo embricato al cui interno un ricettacolo fa da base ai fiori ligulati periferici o fiori del raggio (qui mancanti) e ai fiori tubulosi quelli centrali o del disco. L'involucro può essere cilindrico, campanulato o a forma di coppa. Le brattee sono disposte generalmente su più righe; hanno consistenza erbacea o cartilaginea, ma senza margini ialini; gli stereomi non sono divisi. Il ricettacolo è piatto e sprovvisto di pagliette (a protezione della base dei fiori). Lunghezza dei capolini: 4 mm.
Fiori.  I fiori sono tetra-ciclici (formati cioè da 4 verticilli: calice – corolla – androceo – gineceo) e pentameri (calice e corolla formati da 5 elementi). Si distinguono in:
- fiori del raggio (esterni): sono assenti;
- fiori del disco (centrali): sono numerosi con forme brevemente tubulose (attinomorfe); quelli marginali sono femminili, quelli centrali sono funzionalmente maschili.

- Formula fiorale:

*/x K {\displaystyle \infty }, [C (5), A (5)], G 2 (infero), achenio
- Calice: i sepali del calice sono ridotti ad una coroncina di squame.
- Corolla:

- fiori del disco: (solo fiori del disco) la forma è tubulare bruscamente divaricata in 4-5 brevi lobi (le corolle dei fiori marginali sono filiformi); il colore è porpora.

- Androceo: l'androceo è formato da 5 stami sorretti da filamenti generalmente liberi; gli stami sono connati e formano un manicotto circondante lo stilo; le teche (produttrici del polline) sono troncate e non sono speronate. La base delle antere può essere lunga o corta con code. Il tessuto dell'endotecio è a forma radiale. Le cellule del collare dei filamenti sono piatte o di tipo mammelloso.
- Gineceo: il gineceo ha un ovario uniloculare infero formato da due carpelli.[4] Lo stilo è indiviso. Gli stigmi spesso sono provvisti di peli ottusi che terminano al di sotto della biforcazione. Le superfici stigmatiche confluiscono all'apice, mentre alla base sono separate in due distinte linee (lignee stigmatiche marginali[6]). Il polline è spinuloso.

Frutti.  I frutti sono degli acheni con pappo. Gli acheni, con forme cilindriche, sono pubescenti. Il pappo è formato da un minuto anello di scaglie o anche è assente.

## Biologia
Impollinazione: l'impollinazione avviene tramite insetti (impollinazione entomogama tramite farfalle diurne e notturne).

Riproduzione: la fecondazione avviene fondamentalmente tramite l'impollinazione dei fiori (vedi sopra).

Dispersione: i semi (gli acheni) cadendo a terra sono successivamente dispersi soprattutto da insetti tipo formiche (disseminazione mirmecoria). In questo tipo di piante avviene anche un altro tipo di dispersione: zoocoria. Infatti gli uncini delle brattee dell'involucro (se presenti) si agganciano ai peli degli animali di passaggio disperdendo così anche su lunghe distanze i semi della pianta. Inoltre per merito del pappo (se presente) il vento può trasportare i semi anche a distanza di alcuni chilometri (disseminazione anemocora).

## Distribuzione e habitat
La specie di questa voce è distribuita in Africa orientale.

## Sistematica
La famiglia di appartenenza di questa voce (Asteraceae o Compositae, nomen conservandum) probabilmente originaria del Sud America, è la più numerosa del mondo vegetale, comprende oltre 23.000 specie distribuite su 1.535 generi, oppure 22.750 specie e 1.530 generi secondo altre fonti (una delle checklist più aggiornata elenca fino a 1.679 generi). La famiglia attualmente (2021) è divisa in 16 sottofamiglie; la sottofamiglia Asteroideae è una di queste e rappresenta l'evoluzione più recente di tutta la famiglia.

### Filogenesi
La tribù Inuleae (comprendente le Inulinae) è una delle 21 tribù della sottofamiglia Asteroideae). Da un punto di vista filogenetico, la tribù Inuleae, all'interno della sottofamiglia, fa parte del gruppo "Helianthodae". La sottotribù Plucheinae è caratterizzata da corolle con varie tonalità di rosa, malva o porpora, con stigmi ricoperti di peli acuti, ma senza la caratteristica di avere dei grandi cristalli di ossalato nelle cellule dell'epidermide dell'achenio.
In base alle ultime ricerche, il genere  Triplocephalum  appartiene al "core" della sottotribù vicino, da un punto di vista filogenetico, al genere Sphaeranthus  con il quale forma un "gruppo fratello".
I caratteri distintivi della specie  Triplocephalum holstii  sono:
- il portamento di questa specie è arbustivo;
- le foglie non sono decorrenti.